# 白鳥晴都
白鳥 晴都（しらとり はると、2007年12月17日 - ）は、日本の俳優。静岡県出身。スターダストプロモーション制作3部所属。

## 略歴
小学5年生の頃から東京に遊びに行く度に何度もスカウトされたことを機に、小学6年生で芸能界入り。
2021年、ドラマ『サロガシー』（フジテレビ）で俳優デビュー。

## 人物
- 趣味：読書、ギター[1]
- 特技：ピアノ[1]

## 出演
主演は太字で表記。

### テレビドラマ
- サロガシー（2021年3月25日、フジテレビ）- 江島聡（少年期） 役
- 二月の勝者-絶対合格の教室- 第3話（2021年10月30日、日本テレビ） - 山崎 役
- 婚姻届に判を捺しただけですが 第3話・第9話（2021年11月2日・12月14日、TBS） - 百瀬柊（幼少期） 役[3]
- 月曜プレミア8・再雇用警察官3（2021年12月13日、テレビ東京） - 日下部崇明（少年期） 役
- 神木隆之介の撮休 第2話（2022年1月14日、WOWOWプライム） - 神木隆之介（中学生時代） 役
- シジュウカラ 第2話・第3話・第6話（2022年1月15日・22日・2月12日、テレビ東京） - 橘千秋（少年期） 役
- ケイ×ヤク -あぶない相棒- 第10話（ 2022年3月17日、読売テレビ・日本テレビ） - 大須匡（中学生時代） 役
- ZIP! 朝ドラマ「泳げ!ニシキゴイ」第8話（2022年7月28日、日本テレビ） - 小野 役
- 魔法のリノベ 第9話（2022年9月12日、関西テレビ・フジテレビ） - 真野駆里星 役
- 罠の戦争（2023年1月16日 - 3月27日、関西テレビ・フジテレビ） - 鷲津泰生 役[4]
- トリリオンゲーム 第1話（2023年7月14日、TBS） - 平学（中学生時代） 役
- みなと商事コインランドリー2 第6話（2023年8月10日、テレビ東京） - シン（中学生時代） 役
- 天狗の台所 第4話・第5話・第7話（2023年10月26日・11月2日・16日、BS-TBS・BS-TBS 4K） - 飯綱基（14歳時）役[5]
- 連続ドラマW・OZU 〜小津安二郎が描いた物語〜 第3話「非常線の女」（2023年11月26日、WOWOW）[6]
- 仮想儀礼 第8回（2024年1月28日、NHK BSプレミアム4K・NHK BS） - 矢口誠（中学生時代） 役

### 映画
- とんび（2022年4月8日、KADOKAWA） - 市川旭（幼少期） 役
- ぜんぶ、ボクのせい（2022年8月11日、ビターズ・エンド） - 主演・松下優太 役[7]
- 35年目のラブレター（2025年3月7日、東映）
- STARDUST ZERO vol.1『孤高の文学少年はI Love Youをどう訳す?』（2025年5月30日、S・D・P） - 主演・青野文哉 役[8]

### ミュージックビデオ
- くじら「エンドロール」（2022年2月23日）
- 大滝詠一「夢で逢えたら」（2022年7月21日）
- ドレスコーズ「最低なともだち」（2023年6月9日）

### CM
- 任天堂 Nintendo Switch「タイピングクエスト」webプロモーション映像（2022年）

## 受賞歴
2022年
- 第47回報知映画賞 新人賞（『ぜんぶ、ボクのせい』）